# Município de Franklin (condado de Adams, Ohio)
Localização do Ohio nos E.U.A.
O município de Franklin (em inglês: Franklin Township) é um município localizado no condado de Adams no estado estadounidense de Ohio. No ano de 2010 tinha uma população de 1110 habitantes e uma densidade populacional de 7,9 pessoas por km².

## Geografia
O município de Franklin encontra-se localizado nas coordenadas 38° 58′ 52″ N, 83° 20′ 14″ O. Segundo a Departamento do Censo dos Estados Unidos, o município tem uma superfície total de 140.45 km², da qual 140,15 km² correspondem a terra firme e (0,22 %) 0,3 km² é água.

## Demografia
Segundo o censo de 2010, tinha 1110 pessoas residindo no município de Franklin. A densidade populacional era de 7,9 hab./km².